# Magyarigeni református templom
A magyarigeni református templom műemlék Romániában, Fehér megyében. A romániai műemlékek jegyzékében az AB-II-a-A-00236 sorszámon szerepel.